# Unterseeboot UB-131
Pour les autres navires du même nom, voir Unterseeboot 131.
L'Unterseeboot UB-131 est un sous-marin (U-Boot) allemand de type UB III utilisé par la Kaiserliche Marine pendant la Première Guerre mondiale. Il fut mis en service dans la marine impériale allemande le 4 juillet 1918. 
L'UB-131 s’est rendu aux Alliés à Harwich le 21 novembre 1918, conformément aux exigences de l’armistice avec l’Allemagne. Il a fait naufrage près de Bulverhythe le 9 janvier 1921 alors qu’il était remorqué de Harwich à Falmouth pour participer à des essais d’explosifs. L’épave fut vendue à F. Ray & Sons le 23 mai 1921 pour 655 £, et fut démantelée sur place.

## Conception
Comme tous les sous-marins de type UB III, l'UB-131 avait un déplacement de 512 tonnes en surface et de 643 tonnes en immersion. Ses moteurs lui permettaient de naviguer à 13,9 nœuds (25,7 km/h) en surface et à 7,6 nœuds (14,1 km/h) en immersion. Il avait un rayon d'action de 7280 milles marins (13480 km) à sa vitesse de croisière. L'UB-131 transportait 10 torpilles et était armé d’un canon de pont de 10,5 cm SK L/45. L'UB-131 avait un équipage pouvant compter jusqu’à 3 officiers et 31 hommes.

## Historique des services
L'UB-131 a été construit par AG Weser à Brême. Après un peu moins d’un an de construction, il a été lancé à Brême le 4 juin 1918. Il a été mis en service plus tard la même année sous le commandement du Kapitänleutnant Gerhard Schulz.

## Commandants
- Kapitänleutnant Gerhard Schulz[6] : du 4 juillet au 11 novembre 1918